# AM New York
AM New York est un quotidien matinal New-Yorkais, gratuit, édité par Tribune Corporation, qui publie également Newsday. Selon les données de cette société (en 2005), le tirage moyen de AM New York s'élevait à 311 500 exemplaires.